# Aeschynomene nematopoda
Aeschynomene nematopoda är en ärtväxtart som beskrevs av Hermann August Theodor Harms. Aeschynomene nematopoda ingår i släktet Aeschynomene och familjen ärtväxter. Inga underarter finns listade i Catalogue of Life.